# Fernando de Rojas

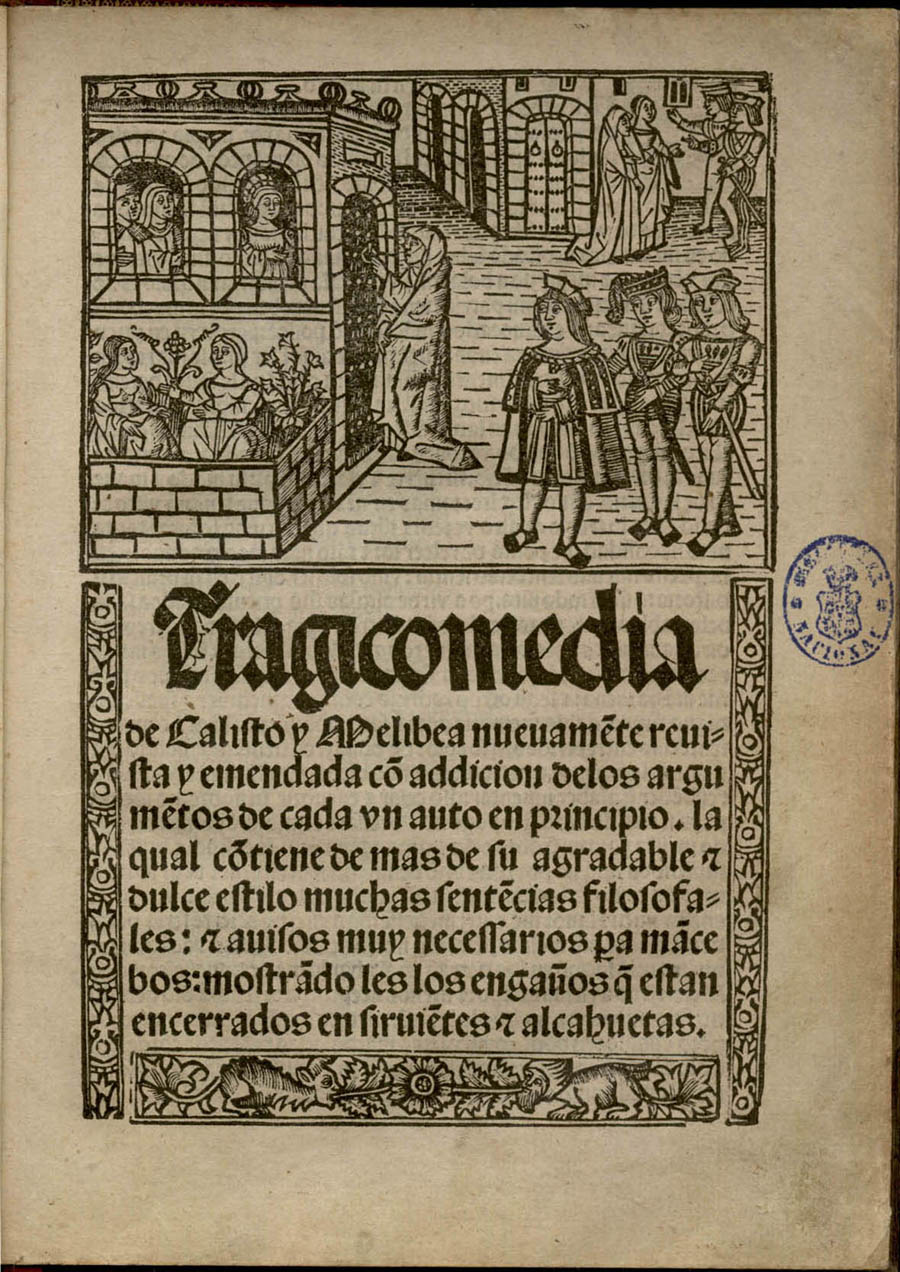
La Celestina

Fernando de Rojas (asi 1465 – 1541) byl kastilský spisovatel, známý pro své dílo Celestina (La Celestina), původně Tragikomedie o Kalistovi a Melibee (Tragicomedia de Calisto y Melibea, 1499), řazené mezi nejvýznamnější díla španělské literatury a představující v této literatuře most mezi středověkem a renesancí.

## Biografie
O jeho životě je známo velmi málo. Byl pokřtěný Žid, patrně studoval na univerzitě v Salamance. Jeho rodina byla pronásledována inkvisicí, což dokazují některé dokumenty.
V dřívějších dobách se pochybovalo, zda je skutečně autorem Celestiny, ve hře se ale našlo jeho jméno a místo narození zakódované na začátku druhého vydání v podobě akrostichu. Žádná další díla tohoto spisovatele nejsou známa. Žánrové zařazení tohoto díla není cela jisté. Kniha je napsána ve formě dialogů, formou tedy připomíná drama, výstavbou ale jde spíše o román a jako k románu je k ní také většinou přistupováno.
Celestina líčí prostředí sluhů nižší šlechty, jejich podvody a lži. Příběh vypráví o mladém měšťanu Kalistovi, který se zamiluje do Melibaey, šlechtické dcery. V získání její lásky mu pomáhá kuplířka Celestina. Román končí tragicky. Celestýna je zavražděna hamižnými sluhy při hádce o odměnu za zprostředkovanou schůzku, Kalisto zemře po pádu ze žebříku a Melibaea kvůli tomu spáchá sebevraždu.

## Česká zpracování děl
- 1992 Český rozhlas: Fernando de Rojas: Celestina. Tragikomedie o Kalistu a Melibeji, složená na pokárání pošetilých milenců. Přeložil Eduard Hodoušek. Dramatizace Jiří Kamen. Hudba Miroslav Kořínek. Dramaturgie Jarmila Konrádová. Režie Hana Kofránková. Osoby a obsazení: Kalisto (Ivan Řezáč), Melibea (Taťjana Medvecká), Celestina (Jiřina Jirásková), Parmeno (Martin Dejdar), Sempronio (Michal Pavlata), Areusa (Jana Paulová), Elicie (Simona Stašová), Tristan (Zdeněk Mahdal), Sosia (Lukáš Hlavica), Pleberio (Vlastimil Brodský), Lukrecie (Lenka Termerová), Centurio (Vlastimil Zavřel), Alisa (Drahomíra Fialková) a průvodce (Rudolf Pellar).[1]